# Leonard Willey
Pour les articles homonymes, voir Willey.

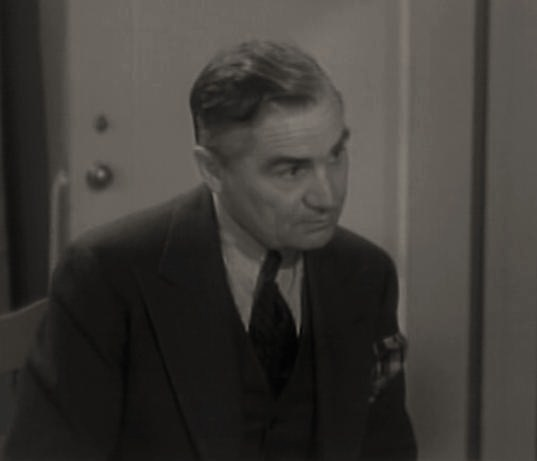
Dans La Chanson du passé (1941)

Leonard (Louis) Willey est un acteur anglais, né le 15 décembre 1882 dans le Warwickshire — lieu à préciser (Angleterre, Royaume-Uni), mort le 30 juin 1964 à Los Angeles (Californie, États-Unis).

## Biographie
Au cinéma, Leonard Willey débute dans quatre films muets australiens sortis en 1912. Puis, installé définitivement aux États-Unis, il contribue à un premier film américain (son ultime muet) sorti en 1919.
Ultérieurement, il réapparaît au cinéma dans seulement onze films américains, depuis Le Prince et le Pauvre de William Keighley (1937, avec Errol Flynn et Claude Rains) jusqu'à Captives à Bornéo de Jean Negulesco (1950, avec Claudette Colbert et Patric Knowles). Dans l'intervalle, citons Les Aventures de Robin des Bois de Michael Curtiz et William Keighley (1938, avec Errol Flynn et Olivia de Havilland) et La Chanson du passé de George Stevens (son avant-dernier film, 1941, avec Irene Dunne et Cary Grant).
Au théâtre, Leonard Willey joue à Broadway (New York) dans seize pièces, entre 1915 et 1934. La dernière est Mary of Scotland de Maxwell Anderson, représentée 248 fois de novembre 1933 à juillet 1934 ; notons que cette pièce fera l'objet d'une adaptation au cinéma réalisée par John Ford, sortie en 1936 sous le même titre original — titre français : Marie Stuart —, où Katharine Hepburn personnifie Marie Ire d'Écosse (rôle tenu à Broadway par Helen Hayes).

## Filmographie complète
(films américains, sauf mention contraire)
- 1912 : The Strangler's Grip de Franklyn Barrett (film australien)
- 1912 : The Eleven Hour de Franklyn Barrett (film australien)
- 1912 : The Mystery of the Black Pearl de Franklyn Barrett (film australien)
- 1912 : A Silent Witness de Franklyn Barrett (film australien)
- 1919 : The Stream of Life d'Horace G. Plympton
- 1937 : Le Prince et le Pauvre (The Prince and the Pauper) de William Keighley
- 1937 : Night Club Scandal de Ralph Murphy
- 1938 : Invisible Enemy de John H. Auer
- 1938 : Les Aventures de Robin des Bois (The Adventures of Robin Hood) de Michael Curtiz et William Keighley
- 1939 : Capitaine Furie (Captain Fury) d'Hal Roach
- 1940 : British Intelligence Service (British Intelligence) de Terry O. Morse
- 1940 : Tom Brown étudiant (Tom Brown's School Days) de Robert Stevenson
- 1940 : Mystery Sea Raider d'Edward Dmytryk
- 1940 : L'Étoile d'Afrique (South of Suez) de Lewis Seiler
- 1941 : La Chanson du passé (Penny Serenade) de George Stevens
- 1950 : Captives à Bornéo (Three Came Home) de Jean Negulesco

## Théâtre à Broadway (intégrale)
- 1915-1916 : L'Île au trésor (Treasure Island), adaptation par Jules Eckert Goodman du roman éponyme de Robert Louis Stevenson
- 1916-1917 : Major Pendennis, adaptation par Langdon Mitchell du roman L'Histoire de Pendennis (The History of Pendennis) de William Makepeace Thackeray, avec Walter Kingsford, Alison Skipworth
- 1917 : Lucky O'Shea de Theodore Burt Sayre
- 1917 : The Gay Lord Quex d'Arthur Wing Pinero, avec Violet Kemble-Cooper
- 1918 : The Awakening de Ruth Sawyer, avec Henry B. Walthall
- 1919 : Le Bourgmestre de Stilmonde (A Burgomaster of Belgium) de Maurice Maeterlinck, avec Walter Kingsford
- 1921 : The Teaser de Martha M. Stanley et Adelaide Matthews, avec John Cromwell
- 1921 : The Six-Fifty de Kate McLaurin, avec Reginald Barlow
- 1923-1924 : The Lady de Martin Brown, avec Mary Nash, Elisabeth Risdon
- 1924-1925 : Simon Called Peter, adaptation par Jules Eckert Goodman et Edward Knoblauch du roman éponyme de Robert Keable
- 1927 : The Legend of Leonora de J. M. Barrie
- 1929 : Becky Sharp, adaptation par Langdon Mitchell du roman La Foire aux vanités (Vanity Fair) de William Makepeace Thackeray, avec Ernest Cossart, Etienne Girardot, Arthur Hohl, Basil Sydney (pièce adaptée au cinéma en 1935)
- 1929 : Thunder in the Air de Robins Millar, avec Selena Royle
- 1929-1930 : Michael and Mary d'Alan Alexander Milne, avec Harry Beresford, Henry Hull
- 1932 : Red Planet de John L. Balderston et J. E. Hoare, mise en scène de Burk Symon et Chester Erskine, avec Richard Whorf
- 1933-1934 : Mary of Scotland de Maxwell Anderson, avec Helen Hayes, Edgar Barrier, Ernest Cossart, George Coulouris, Philip Merivale, Moroni Olsen